# جي تشونمي
جي تشونمي (بالصينية: 季春美) مواليد 14 فبراير 1986 في جيانغسو، هي لاعبة كرة مضرب صينية بدأت مسيرتها كمحترفة سنة 2002 تلعب باليد اليمنى. أعلى تصنيف لها في الفردي كان المركز الـ 352 في سنة 2010.

## النهائيات

### الزوجي: 2 (1–1)
| الحصيلة | الرقم | التاريخ        | الدورة                | الأرضية | الشريك    | المنافس                          | النتيجة       |
| الوصافة | 1.    | 13 مايو 2007   | براغ المفتوحة، التشيك | ترابية  | صن شنجنان | بيترا سيتكوفسكا أندريا هلافسكوفا | 6–7(7–9), 2–6 |
| الفوز   | 2.    | 16 سبتمبر 2007 | بالي، إندونيسيا       | صلبة    | صن شنجنان | جيل كريبس ناتالي غراندين         | 6–3, 6–2      |

## روابط خارجية
- جي تشونمي على موقع رابطة محترفات التنس (الإنجليزية)
- جي تشونمي على موقع الاتحاد الدولي لكرة المضرب (الإنجليزية)
- جي تشونمي على موقع كأس بيلي جين كينغ (الإنجليزية)
- جي تشونمي على موقع خلاصة التنس.كوم (الإنجليزية)